# Angelo Pagotto
Angelo Pagotto (né le 21 novembre 1973 à Verbania dans le Piémont) est un footballeur italien, qui évoluait au poste de gardien de but.

## Biographie

### Carrière en club
Il dispute 45 matchs en Serie A.

### Carrière en sélection
Il remporte le championnat d'Europe espoirs en 1996 avec l'équipe d'Italie espoirs.